# グレゴワール・シャマユー
グレゴワール・シャマユー（Grégoire Chamayou, 1976年 - ）は、フランスの哲学者。

## 略歴
フランス・ルルド生まれ。名門の高等師範学校フォントゥネ・サン・クルー校を卒業し、リヨンのエコール・ノルマル・シュペリウールCERPHI(修辞・哲学・思想史研究所)に哲学研究員として所属。デクーヴェルト社の叢書「ゾーン」編集長も務める。現在、フランス国立科学研究所（CNRS）研究員。専攻は科学哲学（指導教官は同じく科学哲学者のドミニク・ルクール）。関心は、医学史から戦争論、技術哲学、近現代政治学、近代社会史まで多岐にわたっている。
著書以外に、英語および独語からフランス語への翻訳多数。
ジョナサン・クレーリー『24/7：眠らない社会』、マルクス『ルイ・ボナパルトのブリュメール18日』、クラウゼヴィッツの教科書『軍事的戦略の基本』、エルンスト・カップ『技術の哲学的原理』、『KUBARK：CIA精神操作・心理的拷問秘密マニュアル』ほか。

## 著書
Les Corps vils. Expérimenter sur les êtres humains aux xviiie siècle et xixe siècle, (Éditions la Découverte, 2008)
- 『人体実験の哲学ーー「卑しい体」がつくる医学、技術、権力の歴史』（加納由起子訳、明石書店、2018）

Les Chasses à l'homme, (La Fabrique éditions, 2010)
- Traduction anglaise par Steven Rendall (en): Manhunts: A Philosophical History, (Princeton University Press, 2012)
- 『人間狩りーー狩猟権力の歴史と哲学』（平田周・吉澤英樹・中山俊訳、明石書店、2021）

Théorie du drone, (La Fabrique éditions, 2013)
- 『ドローンの哲学ーー遠隔テクノロジーと〈無人化〉する戦争』（ 渡名喜庸哲訳、明石書店、2018）

La Société ingouvernable. Une généalogie du libéralisme autoritaire, (La Fabrique éditions, 2018)
- 『統治不能社会ーー権威主義的リベラリズムの系譜学』（信友建志訳、明石書店、2022）